# Almăj-Gebirge
Das Almăj-Gebirge (auch Almasch-Gebirge, rumänisch Munții Almăjului) ist eine Gebirgskette im Banater Gebirge, dem südlichen Teil der Westrumänischen Karpaten. Das Almăj-Gebirge liegt in den Kreisen Caraș-Severin und Mehedinți, im Südwesten Rumäniens. Der höchste Gipfel ist mit 1224 Metern der Sfinecea Mare.

## Geografische Lage
Das Almăj-Gebirge ist über die Ortschaften Orșova, Mehadia, Bozovici und Berzasca mit dem Auto zu erreichen. Mehadia kann auch mit der Bahn und Orșova mit Bahn und Schiff angefahren werden.

## Beschreibung
Das Almăj-Gebirge wird im Süden durch das Donau-Defilee bei Orșova-Sichevița begrenzt, im Westen durch den Korridor Liubcova-Șopotu Nou, im Norden durch die Almăj-Senke und die Mehadia-Senke, während sich im Osten die Orșova-Senke erstreckt.
Der höchste Gipfel des Almăj-Gebirges ist der Sfinecea Mare mit 1224 Metern Höhe. Weitere Gipfel sind: Cârșa Mare (1152 Meter), Cherbelezul (1102 Meter), Vrapișioanea (934 Meter) und Capul Grobanului (1104 Meter).
Das Almăj-Gebirge besteht aus kristallinem Schiefer, über dem sich Sedimentgestein wie mesozoischer Kalkstein und Sandstein aus dem Paläozoikum und Neozoikum abgelagert haben. Bei Ogradena ist auch Vulkangestein in Form von Granit anzutreffen.
Im Kalkstein ist die Karstlandschaft vorherrschend in Form von:
- Schluchten und Felswänden: Valea Berzasca, Sirinea, Rudărica Mică, Svinecea-Gipfel
- Dolinen  bei Lalca
- Gräben: Svinecea Mare, Bigăr

Unterirdisch sind zahlreiche Höhlen und Grotten anzutreffen: Peștera cu Apă de la Lalca, Peștera La Pișătoare, Peștera Zamonița, Avenul Rudărica.
Das hydrologische Becken des Almăj-Gebirges umfasst die Flüsse Nera mit den Nebenflüssen Ieșelniţa, Mraconia, Valea Morii, Tisovița, Sirinia, Berzasca und Oravița  und Cerna mit den Nebenflüssen Bârzu, Șopot, Rudăria und Putna, die sich ihren Weg zur Donau bahnen.
Das Almăj-Gebirge kennzeichnet sich durch ein mildes Mittelmeerklima. Auf den hohen Gipfeln des Gebirges beträgt die jährliche Durchschnittstemperatur 6–8 °C und die jährlichen Niederschläge liegen bei 1000 mm. In der Almăj-Senke liegen die jährlichen Durchschnittswerte bei 9–10 °C und die Niederschläge bei 700–800 mm. Im Donau-Defilee (Sichevița-Orșova) steigt die Temperatur leicht von Westen nach Osten an und die Niederschläge variieren zwischen 800 mm in Trockenjahren und 1100–1400 mm in regenreichen Jahren.

## Flora
Die Vegetation im Almăj-Gebirge hat einen großen Waldbestand aufzuweisen und ist durch folgende Bäume und Sträucher vertreten:
Rotbuche (Fagus sylvatica),
Gewöhnlicher Rot-Schwingel (Festuca rubra),
Rotes Straußgras (Agrostis tenuis),
Orient-Buche (Fagus orientalis),
Hainbuche (Carpinus betulus),
Traubeneiche (Quercus petraea),
Manna-Esche (Fraxinus ornus), 
Kornelkirsche (Cornus mas), 
Gemeiner Flieder (Syringa vulgaris).

## Fauna
Die Tierwelt ist vorwiegend durch mittel- und osteuropäische Tierarten vertreten:
Säugetiere
Reh (Capreolus capreolus),
Rotfuchs (Vulpes vulpes),
Wildschwein (Sus scrofa),
Wolf (Canis lupus),
Braunbär (Ursus arctos),
Wildkatze (Felis silvestris),
Eurasischer Luchs (Lynx lynx),
Steinmarder (Martes foina),
Europäischer Dachs (Meles meles),
Siebenschläfer (Glis glis),
Eichhörnchen (Sciurus vulgaris fuscoater),
Feldhase (Lepus europaeus).
Vögel
Unter den seltenen Vögeln leben am Donau-Defilee das Steinhuhn (Alectoris graeca) und der Schmutzgeier (Neophron percnopterus)
Reptilien
Reptilien sind vertreten durch: die Griechische Landschildkröte (Testudo hermanni), die Europäische Hornotter (Vipera ammodytes) und selten die Kreuzotter (Vipera berus) 
Amphibien
Unter den Amphibien ist der Feuersalamander (Salamandra salamandra) anzutreffen.
Fische
Die Bachforelle (Salmo trutta fario) lebt in den Flüssen  Berzasca und Sirinia. Während ihrer Migration auf der Donau gelangen Störe bis zum Donau-Defilee, der bekannteste ist der Sterlet (Acipenser ruthenus).

## Naturschutzgebiete
Das Almăj-Gebirge steht unter Naturschutz, wobei ein Großteil dem Naturpark Eisernes Tor angegliedert ist: 
- Naturschutzgebiet Sirinia-Cozla: geomorphologisches (Schluchten, steile Kalkfelsen, Gräben, Quellen), floristisches und faunistisches reservat
- Donaudefilee-Reservat (215 Hektar): botanisches Reservat zum Schutz von seltenen Mittelmeerpflanzen: Tulipa hungarica, Iris reichenbachi, Orient-Buche (Fagus orientalis), Fagus taurica, Orientalische Hainbuche (Carpinus orientalis), Manna-Esche (Fraxinus ornus), Baum-Hasel (Corylus colurna), Flaumeiche (Quercus pubescens), Französischer Ahorn (Acer monspessulanum)
- Fossillagerstätte Svinița (95 Hektar) gut erhaltene tierische Fossilien mit mehr als 60 Arten Ammoniten,  Brachiopoden, Korallen und Schnecken.

Nicht zum Naturpark Eisernes Tor gehören die Reservate:
- Rudăria-Klamm (250 Hektar): geomorphologisches (Schluchten, Klippen, Wasserfälle), floristisches (Lärche), faunistisches (Eulen, Banater Mauersegler) und anthropogenes (Wassermühlen) Reservat
- Globul-Klamm (225 Hektar): geomorphologisches (Schluchten, steile Abhänge), floristisches, faunistisches und anthropogenes (Wassermühlen) Reservat
- Râpa Neagră (5 Hektar): geologisches Reservat, Gräben in schwarz-grauem Lias-Ton
- Fossillagerstätte Globul Craiovei: paläontologisches Reservat, 2 Hektar
- Iardaștița-Reservat: Waldschutzgebiet, 501 Hektar